# 竹中一博
竹中 一博（たけなか かずひろ、1964年2月11日 - ）は、日本の実業家。バンダイ代表取締役社長。

## 来歴
千葉県出身。1987年3月、城西大学経済学部卒業。同年4月、バンダイに入社。メディア部ゼネラルマネージャー、ベンダー事業部ゼネラルマネージャー、コレクター事業部ゼネラルマネージャーを経て、2015年6月に取締役。2021年4月に代表取締役社長に就任。

## 略歴
- 1987年4月、バンダイ入社。
- 2006年4月、バンダイ メディア部ゼネラルマネージャー[3]。
- 2011年4月、バンダイ執行役員 ベンター事業部ゼネラルマネージャー[4]。
- 2013年4月、バンダイ執行役員 コレクターズ事業部ゼネラルマネージャー[5]。
- 2015年6月、バンダイ取締役 ホビー事業政策兼コレクターズ事業部ゼネラルマネージャー[6][7]。
- 2015年8月、バンダイ取締役 ホビー事業政策兼コレクターズ事業部ゼネラルマネージャー兼ネット戦略室、ホビー事業部担当[8]。
- 2016年4月、バンダイ取締役 ホビー事業政策兼コレクターズ事業部ゼネラルマネージャー兼ネット戦略室、ホビー事業部、カード事業部担当[9]
- 2017年4月、バンダイナムコエンターテインメント非常勤取締役[10]。
- 2018年4月、BANDAI SPIRITS取締役 メディア部、ネット戦略室、コレクターズ事業部、ホビー事業部担当[7]。
- 2018年4月、サンライズ（バンダイナムコフィルムワークス）非常勤取締役[11]。
- 2019年4月、BANDAI SPIRITS常務取締役 メディア部担当[7]。
- 2021年4月、バンダイ代表取締役社長（現任）[12]。
- 2021年4月、バンダイナムコホールディングス執行役員 IP戦略本部本部長兼エンターテインメントユニットトイホビー事業担当[13]。
- 2021年4月、BANDAI SPIRITS非常勤取締役（現任）[12]。
- 2022年4月、バンダイナムコホールディングス執行役員 エンターテインメントユニットトイホビー事業担当[14]。
- 2022年6月、バンダイナムコホールディングス取締役 エンターテインメントユニットトイホビー事業担当[15]。
- 2025年4月、バンダイナムコホールディングス取締役 トイホビーユニット担当（現任）[16]。